# Cantegril
Cantegril est un roman de Raymond Escholier publié en 1921 aux éditions Ferenczi et ayant reçu la même année le prix Femina.

## Éditions
- Cantegril, éditions Ferenczi, 1921.